# كاستلفرانكو في ميسكانو
كاستلفرانكو في ميسكانو، (بالإنجليزية: Castelfranco in Miscano)‏، هي (بلدية) في مقاطعة بينيفينتو، في منطقة كامبانيا الإيطالية، وتقع على بعد حوالي 90 كم شمال شرق نابولي، وحوالي 30 كم شمال شرق بينيفينتو.

## السكان
في سنة 1861 بلغ عدد السكان 3٬916 نسمة، وتطور العدد ليصل في سنة 2011 لـ 935 نسمة.
يظهر هذا المخطط البياني تطور النمو السكاني لـ كاستلفرانكو في ميسكانو